# 쉬신잉
쉬신잉(중국어 정체자: 徐欣瑩, 병음: Xú Xīnyíng, 1972년 4월 23일 ~ )은 중화민국의 정치인이다. 그는 현재 민국당 주석직을 역임하고 있으며 2016년 중화민국 총통 선거에서 민국당 후보로 출마했다. 2016년 총통 선거에서 쑹추위 후보의 러닝메이트로 출마했으나 차이잉원-천젠런 조에 패했다. 2018년 지방 선거에서 민국당 주석 쉬신잉이 신주현장으로 선출되었으며, 타이베이 시장 커원저 얻어 커원저의지지를 가족에 의해지지를 받았다.

## 가족
- 아버지 쉬징란은 신펑 향의 향장, 교원을 역임했다.
- 동생 쉬스쉰은 타이베이 시 의원을 역임했다.

## 학력
- 신주 현 산치 국학
- 신주 현 신펑 국중
- 타이베이시 종산 여중
- 국립성공대학 학사
- 국립교통대학 석사·박사

## 같이 보기
- 쉬스쉰
- 추징야
- 장징팡
- 우쉬즈
- 장청
- 랴오베이잉

## 역대 선거 결과
| 선거명               | 직책명   | 선거구           | 대수 | 정당                | 득표율 | 득표수      | 결과 | 당락 |
| -------------------- | -------- | ---------------- | ---- | ------------------- | ------ | ----------- | ---- | ---- |
| 2005년 지방 선거     | 현의원   | 신주현 제1선거구 | 16대 | 무소속              | 9.12%  | 4,535표     | 2위  | 당선 |
| 2008년 입법위원 선거 | 입법위원 | 신주현           | 7대  | 무소속              | 31.31% | 60,209표    | 2위  | 낙선 |
| 2009년 지방 선거     | 현의원   | 신주현 제1선거구 | 17대 | 중국국민당          | 13.28% | 8,117표     | 1위  | 당선 |
| 2012년 입법위원 선거 | 입법위원 | 신주현           | 8대  | 중국국민당          | 61.70% | 171,466표   | 1위  | 당선 |
| 2016년 총통 선거     | 부총통   | 타이완 지구      | 14대 | 민국당 (친민당추천) | 12.84% | 1,576,861표 | 3위  | 낙선 |
| 2018년 지방 선거     | 현장     | 신주현           | 18대 | 민국당              | 32.29% | 91,190표    | 2위  | 낙선 |
| 2020년 입법위원 선거 | 입법위원 | 비례대표1번      | 10대 | 국회당              | 0.28%  | 40,331표    | 12위 | 낙선 |
| 2024년 입법위원 선거 | 입법위원 | 신주현 제1선거구 | 11대 | 중국국민당          | 55.91% | 84,959표    | 1위  | 당선 |